# Oberreichenbach (Kammerstein)
Oberreichenbach (fränkisch: Raichaba) ist ein Gemeindeteil der Gemeinde Kammerstein im Landkreis Roth (Mittelfranken, Bayern). Oberreichenbach liegt in der Gemarkung Unterreichenbach.

## Geografie
Durch das Dorf fließt die Volkach, ein rechter Zufluss der Schwabach. Beim Ort entspringen die nach den Ansbacher Markgrafen benannten Alexander- und Friedrichsquelle, die über die Schwabacher Wasserleitung von 1715 bis 1869 in Schwabach den Schönen Brunnen und den Pferdebrunnen speisten. Im Süden liegen die Flurgebiete „Im Irrlbach“ und „Am Kammersteiner Weg“. Im Osten grenzt das Waldgebiet „Berghol“ an, 0,5 km nordwestlich liegt das „Kastenholz“.
Eine Gemeindeverbindungsstraße führt nach Volkersgau (2,2 km südwestlich) bzw. nach Unterreichenbach zur Staatsstraße 2239 (1,7 km nordöstlich). Weitere Gemeindeverbindungsstraßen führen nach Schattenhof (2,2 km südlich) und nach Gustenfelden zur Staatsstraße 2239 (1 km nördlich).

## Geschichte
Der Ort lag verkehrsgünstig an einer Altstraße aus der Zeit der Karolinger, die von Fürth nach Weißenburg führte, und an einer Hochstraße von Schwabach nach Ansbach.
1313 wurde der Ort im Lehensverzeichnis des Ramung IV. von Kammerstein als „Obern Reichenbach“ erstmals urkundlich erwähnt. Der Ort ist eine Ausgründung vom älteren Unterreichenbach. Der Ortsname leitet sich von einem Gewässernamen ab, der starker Bach bedeutet (heute wird dieser Bach Volkach genannt). Die Burggrafschaft Nürnberg hatte im Ort Ansprüche und in deren Nachfolge die Markgrafschaft Ansbach. Im markgräflichen Salbuch von 1434 wurden für „Obernreichenbach“ zwei Höfe angegeben. Daneben waren Fremdherren mit fünf Gütern und einem Seldengut begütert. Im Salbuch von 1530 wurden die fremdherrischen Güter näher bezeichnet: eines unterstand einem W. Linck aus Schwabach, eines dem Spital Schwabach, drei waren nürnbergisch. 1732 gab es laut den Oberamtsbeschreibungen von Johann Georg Vetter in Oberreichenbach 7 Anwesen, von denen 2 Anwesen dem Kastenamt Schwabach unterstanden, ein Anwesen unterstand dem Spital Schwabach, eines dem Amt St. Katharina der Reichsstadt Nürnberg und drei  Nürnberger Eigenherrn (von Nützel, von Pfinzing und Rieter von Kornburg je eines).
Gegen Ende des 18. Jahrhunderts gab es in Oberreichenbach 9 Anwesen und 1 Gemeindehirtenhaus. Das Hochgericht übte das brandenburg-ansbachische Oberamt Schwabach aus. Die Dorf- und Gemeindeherrschaft hatte das Kastenamt Schwabach. Grundherren waren das Fürstentum Ansbach (Kastenamt Schwabach: 2 Halbhöfe, 2 Leerhäuser; Spital Schwabach: 1 Ganzhof), die Reichsstadt Nürnberg (Amt St. Katharina: 1 Ganzhof; Rieter’sche Stiftungsverwaltung Kornburg: 1 Halbhof), der Nürnberger Eigenherr von Stromer (1 Ganzhof) und von Griesenbeck in Amberg (1 Halbhof). Von 1797 bis 1808 unterstand der Ort dem Justiz- und Kammeramt Schwabach. 1802 gab es im Ort acht Untertansfamilien, von denen vier dem Oberamt Schwabach und vier Fremdherren unterstanden.
Im Rahmen des Gemeindeedikts wurde 1808 Oberreichenbach dem Steuerdistrikt Unterreichenbach und der 1818 gebildeten Ruralgemeinde Unterreichenbach zugeordnet, die am 9. Juni 1960 in Volkersgau umbenannt wurde, nachdem Unterreichenbach nach Schwabach umgegliedert worden war. Am 1. Mai 1978 wurde Oberreichenbach im Zuge der Gebietsreform in Bayern nach Kammerstein eingegliedert.

### Baudenkmal
- Haus Nr. 8: Bauernhof[17]

### Einwohnerentwicklung
| Jahr      | 001818 | 001840 | 001861 | 001871 | 001885 | 001900 | 001925 | 001950 | 001961 | 001970 | 001987 |
| Einwohner | 83     | 77     | 70     | 73     | 70     | 74     | 75     | 94     | 78     | 101    | 123    |
| Häuser    | 14     | 10     |        |        | 12     | 17     | 13     | 13     | 13     |        | 32     |
| Quelle    | [ 19 ] | [ 20 ] | [ 21 ] | [ 22 ] | [ 23 ] | [ 24 ] | [ 25 ] | [ 26 ] | [ 27 ] | [ 28 ] | [ 29 ] |

## Religion
Der Ort ist seit der Reformation evangelisch-lutherisch geprägt und bis heute in die Stadtkirche St. Johannes und St. Martin (Schwabach) gepfarrt.  Die Katholiken sind nach St. Sebald (Schwabach) gepfarrt.